# Breno Henrique Vasconcelos Lopes
Breno Henrique Vasconcelos Lopes (Belo Horizonte, Minas Gerais, Brasil; 24 de enero de 1996), conocido como Breno Lopes o simplemente Breno, es un futbolista brasileño que juega como delantero y su equipo actual es el Fortaleza de la Serie A de Brasil.

## Trayectoria

### Inicios
Breno se unió a la organización juvenil del Cruzeiro a la edad de 11 años, pero fue liberado cuatro años después. Posteriormente representó a São José-RS, Cerâmica y Joinville, este último donde finalizó su formación.

### Joinville
Debutó con el primer equipo de Joinville el 6 de marzo de 2016, sustituyendo en la segunda parte a Welinton Júnior en la victoria por 2-1 del Campeonato Catarinense en casa ante el Guarani de Palhoça. En el mes de junio, después de jugar pocas veces, fichó cedido por Juventus de Jaraguá para disputar el Campeonato Catarinense Série B, y anotó su primer gol en su debut con el club el 24 de julio, en un empate 1-1 a domicilio contra Porto (SC).
A su regreso en enero de 2017, comenzó a aparecer regularmente en JEC. En diciembre de 2018, después de que el club fuera relegado a la Série D, emprendió una acción legal contra el equipo por impago de salarios y posteriormente rescindió su contrato.

### Juventude
El 22 de enero de 2019 fue presentado en Juventude de la Série C; Joinville también retuvo el 50% de sus derechos económicos. El 4 de octubre, después de ayudar al club a lograr el ascenso a la Série B fue cedido al Figueirense hasta el final de la temporada; Posteriormente, también se acordó un préstamo al Athletico Paranaense para el Campeonato Paranaense 2020.
El 29 de abril de 2020 dejó el Furacão cuando expiraba su contrato de préstamo y regresó a la Juventude, donde impresionó durante la segunda división del año.

### Palmeiras
El 10 de noviembre de 2020, el Juventude anunció el traspaso de Breno al Palmeiras en la máxima categoría del fútbol brasileño. Hizo su debut en la categoría principal cinco días después, reemplazando a Willian en un triunfo en casa por 2-0 sobre el Fluminense. El 30 de enero de 2021, anotó el gol de la victoria del Palmeiras por 1-0 sobre el Santos en la final de la Copa Libertadores de 2020 a los nueve minutos después del tiempo de descuento.

### Fortaleza
En abril de 2024, Breno Lopes fue cedido a Fortaleza hasta el final de la temporada. En octubre de ese mismo año se confirmó que el jugador firmaría un contrato de cuatro años con el club valido a partir de 2025.

## Clubes
| Equipo                        | País   | Año       |
| ----------------------------- | ------ | --------- |
| Joinville                     | Brasil | 2016-2018 |
| GE Juventus-SC (cedido)       | Brasil | 2016      |
| Juventude                     | Brasil | 2019-2020 |
| Figueirense (cedido)          | Brasil | 2019      |
| Athletico Paranaense (cedido) | Brasil | 2020      |
| Palmeiras                     | Brasil | 2020-2024 |
| Fortaleza (cedido)            | Brasil | 2024      |
| Fortaleza                     | Brasil | 2025-Act. |

## Palmarés

### Campeonatos estatales
| Título                | Equipo               | Estado    | Año  |
| --------------------- | -------------------- | --------- | ---- |
| Campeonato Paranaense | Athletico Paranaense | Paraná    | 2020 |
| Campeonato Paulista   | S. E. Palmeiras      | São Paulo | 2022 |
| Campeonato Paulista   | S. E. Palmeiras      | São Paulo | 2023 |
| Campeonato Paulista   | S. E. Palmeiras      | São Paulo | 2024 |

### Campeonatos nacionales
| Título              | Equipo          | País   | Año  |
| ------------------- | --------------- | ------ | ---- |
| Serie A             | S. E. Palmeiras | Brasil | 2022 |
| Supercopa de Brasil | S. E. Palmeiras | Brasil | 2023 |
| Serie A             | S. E. Palmeiras | Brasil | 2023 |

### Campeonatos internacionales
| Título              | Equipo          | Sede           | Año  |
| ------------------- | --------------- | -------------- | ---- |
| Copa Libertadores   | S. E. Palmeiras | Río de Janeiro | 2020 |
| Copa Libertadores   | S. E. Palmeiras | Montevideo     | 2021 |
| Recopa Sudamericana | S. E. Palmeiras | São Paulo      | 2022 |